# العلاقات الأذربيجانية الكوبية
العلاقات الأذربيجانية الكوبية هي العلاقات الثنائية التي تجمع بين أذربيجان وكوبا.

## مقارنة بين البلدين
هذه مقارنة عامة ومرجعية للدولتين:
| وجه المقارنة                                              | أذربيجان        | كوبا                              |
| --------------------------------------------------------- | --------------- | --------------------------------- |
| المساحة (كم2)                                             | 86.60 ألف       | 109.88 ألف                        |
| عدد السكان (نسمة)                                         | 10.00 مليون     | 11.48 مليون                       |
| الكثافة السكانية (ن./كم²)                                 | 115.47          | 104.48                            |
| العاصمة                                                   | باكو            | هافانا                            |
| اللغة الرسمية                                             | اللغة الأذرية   | اللغة الإسبانية                   |
| العملة                                                    | مانات أذربيجاني | بيزو كوبي، بيزو كوبي قابل للتحويل |
| الناتج المحلي الإجمالي (بليون دولار)                      | 40.75 مليار     | 87.13 مليار                       |
| الناتج المحلي الإجمالي (تعادل القوة الشرائية) بليون دولار | 171.56 مليار    |                                   |
| الناتج المحلي الإجمالي الاسمي للفرد دولار أمريكي          | 5.50 ألف        |                                   |
| الناتج المحلي الإجمالي للفرد دولار أمريكي                 | 17.52 ألف       |                                   |
| مؤشر التنمية البشرية                                      | 0.751           | 0.769                             |
| رمز المكالمات الدولي                                      | +994            | +53                               |
| رمز الإنترنت                                              | .az             | .cu                               |
| المنطقة الزمنية                                           | ت ع م+04:00     | 00                                |

## منظمات دولية مشتركة
يشترك البلدان في عضوية مجموعة من المنظمات الدولية، منها:
| علم المنظمة | اسم المنظمة                   | تاريخ انضمام أذربيجان | تاريخ انضمام كوبا |
| ----------- | ----------------------------- | --------------------- | ----------------- |
|             | يونسكو                        | 3 يونيو 1992          | 29 أغسطس 1947     |
|             | الاتحاد البريدي العالمي       | ?                     | ?                 |
|             | منظمة الشرطة الجنائية الدولية | ?                     | ?                 |
|             | الأمم المتحدة                 | 2 مارس 1992           | 24 أكتوبر 1945    |
|             | الاتحاد الدولي للاتصالات      | 10 أبريل 1992         | 16 يناير 1918     |
|             | منظمة حظر الأسلحة الكيميائية  | ?                     | ?                 |

## وصلات خارجية
- موقع وزارة الخارجية الأذربيجانية
- موقع وزارة الخارجية الكوبية